# Pterelaus (con của Taphius)
Trong thần thoại Hy Lạp, Pterelaus (Tiếng Hy Lạp cổ: Πτερέλαος) là vua cai trị quần đảo Taphos.

## Gia đình
Pterelaus là con trai của Taphius, vì vậy ông cũng là cháu nội của Pterelaus đệ Nhất. Dị bản khác lại cho Taphius là con trai của Poseidon với Hippothoë, vì thế Pterelaus là cháu nội của Poseidon và là hậu duệ của người anh hùng Perseus.
Pterelaus có vài người con trai: Chromius, Tyrannus, Antiochus, Chersidamas, Mestor, Everes và một người con gái là Comaetho.

## Thần thoại
Thần Poseidon làm phép khiến trên đầu của Pterelaus mọc một sợi tóc vàng, thứ mà nếu không ngừng mọc dài ra sẽ khiến ông trở nên bất tử  và bất bại. Pterelaus cùng người thân họ hàng của ông bất ngờ tấn công đàn gia súc của vua thành Mycenae; nhưng ông đã bị giết trong một cuộc trả thù do Amphitryon chỉ huy (người sau này trở thành cha dượng của Heracles). Lí do là vì Comaetho, con gái ông đã phản bội cha mình khi cô đem lòng yêu Amphitryon. Cô nhổ đi sợi tóc vàng trên đầu cha mình, khiến ông mất đi khả năng bất tử và tự bảo vệ bản thân. Sau khi đánh chiếm được vương quốc Taphos, quyền cai trị được giao lại cho các đồng minh của Amphitryon, trong đó có Cephalus.  Cephalus cai trị nhiều hòn đảo, và những người theo ông được biết đến với tên gọi chung là Cephallenian.<ref>Pausanias Odysseus là một hậu duệ của Cephalus, điều đó dựa trên gia phả sau: Cephalus - Arcesius - Laërtes - Odysseus.